# 倫布賴恩

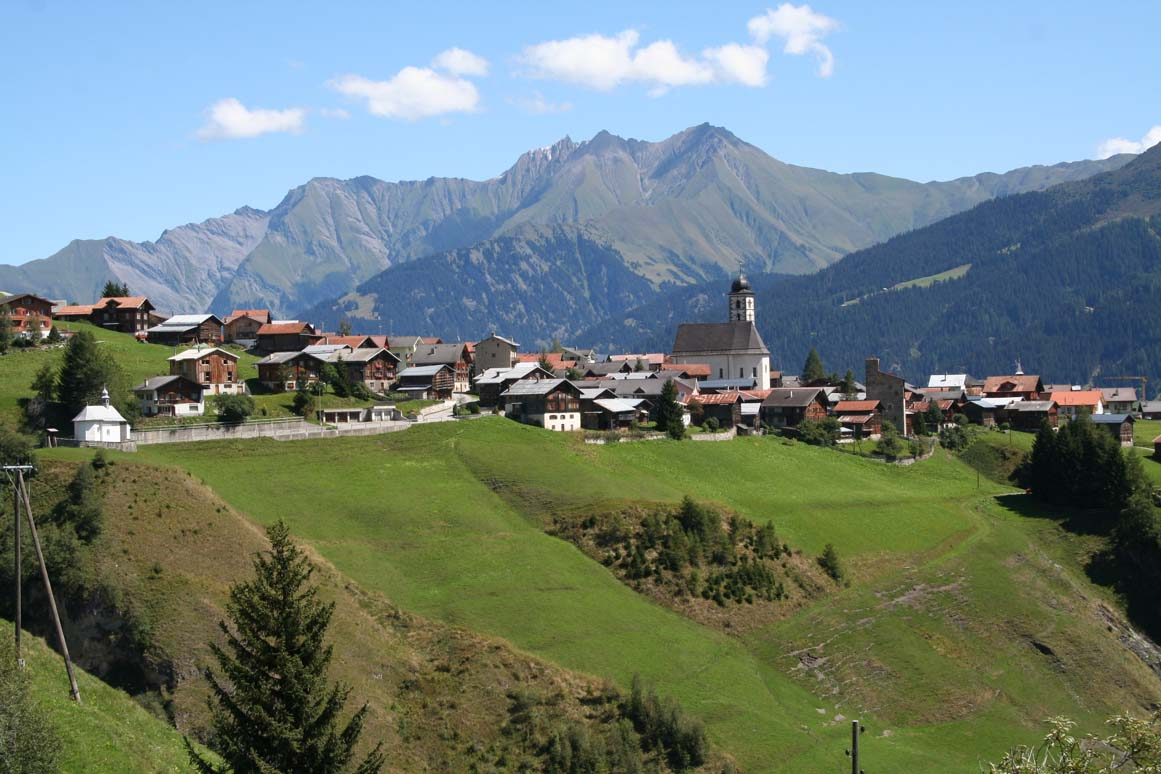
倫布賴恩

倫布賴恩（Lumbrein）是瑞士的一个镇，位於該國東部，由格勞賓登州負責管轄，面積37.86平方公里，海拔高度1,405米，2011年人口363，人口密度每平方公里10人。

## Switzerland-geo-stub
- Official web site （页面存档备份，存于）